# Vito Capialbi
Vito Capialbi (Monteleone di Calabria, 30 ottobre 1790 – Monteleone di Calabria, 30 ottobre 1853) è stato un letterato, storico e archeologo italiano.

## Biografia
Nata da una famiglia nobile, che risiedeva a Monteleone dal XV secolo, e rimasto presto orfano fu affidato nel 1798 dalla madre per la sua educazione al collegio di Santo Spirito retto dai padri basiliani. Al suo rientro in casa studia diritto civile e canonico oltre a teologia. Nel 1809 entra a far parte (con il nome di Filotimo Valentino) dell'Accademia Florimontana della sua città, divenendone nel 1827 “Segretario Perpetuo”, un titolo spesso citato all'inizio delle sue opere. Oltre alla Florimontana fu socio di molte altre accademie del Regno delle Due Sicilie, quali ad esempio quella di scienze e belle lettere di Palermo (dal 1836) e la Reale Accademia Ercolanese di archeologia (dal 1830, socio corrispondente); inoltre, quale prezioso referente locale, fu associato a varie accademie estere.
Nel cosiddetto decennio francese, periodo in cui Monteleone fu capitale della provincia di Calabria Ulteriore, e negli anni immediatamente successivi egli partecipò attivamente alla vita pubblica, ricoprendo varie cariche e giungendo anche a essere, dal 1817 al 1819, sindaco della propria città. In seguito alla repressione dei moti rivoluzionari si ritirò quasi completamente a vita privata, accettando solo uffici minori quali quelli di decurione o consigliere provinciale o, ad esempio, di Membro della commissione di abbellimento della città di Montelione (accettato nel maggio 1842). Nonostante il suo ritiro mantenne comunque contatti con personalità liberali quali l'avvocato Raffaele Valentini di Cosenza o il canonico Paolo Pellicano, che era anche un suo cugino. Collaborò inoltre con giornali quali La Fata Morgana di Reggio Calabria o il Calabrese di Cosenza anch'essi di area liberale ma trattando esclusivamente di argomenti culturali. Dopo la chiusura dei due periodici, avvenuta rispettivamente nel 1844 e nel 1848, il Capialbi si dedicò in maniera esclusiva ai suoi studi di storia ecclesiastica e di bibliografia. Nel 1853 pubblicò la prima bio-bibliografia del tipografo messinese Giovanni Filippo De Lignamine, attivo a Roma negli anni settanta e ottanta del Quattrocento.

## Opere
- Memorie per servire alla storia della Santa Chiesa Militese, Napoli, Stamperia Porcelli, 1835.
- Della vita di Giambattista Vinci. Sunto del cav. Vito Capialbi di Monteleone., in Maurolico, 20 gennaio 1835.
- Documenti inediti circa la voluta ribellione di F. Tommaso Campanella, Napoli, Tipografia di Porcelli, 1845.
- Memorie delle tipografie calabresi, Napoli, Tipografia di Porcelli, 1845.
- Epistole, riviste, illustrazioni e descrizioni (PDF), Napoli, Stamperia Porcelli, 1849 (archiviato dall'url originale il 6 maggio 2006).
- Memorie per servire alla storia della Santa Chiesa Tropeana, Napoli, Pe' tipi di Nicola Porcelli, 1853.
- Notizie circa la vita, le opere e le edizioni di messer Giovan Filippo La Legname cavaliere messinese e tipografo del secolo XV, In Napoli, pe' tipi di Nicola Porcelli, 1853.